# FDJ-Suez
La FDJ-Suez, nota in passato come Vienne Futuroscope e Poitou-Charentes.Futuroscope.86, è una squadra femminile francese di ciclismo su strada con licenza di UCI Women's WorldTeam.
Attiva tra le Elite dal 2006, la squadra è basata a Jaunay-Clan, nella Vienne, e sponsorizzata da Française des Jeux, da Suez e dalla regione della Nuova Aquitania. Dal 2017 è associata al World Team maschile Groupama-FDJ (già FDJ), mentre dal 2020 è una delle formazioni, unica francese, detentrici di licenza di WorldTeam femminile.

## Cronistoria

### Annuario
| Anno | Codice  | Nome                                                                                        | Cat. | Biciclette | Dirigenza                                                                                |
| ---- | ------- | ------------------------------------------------------------------------------------------- | ---- | ---------- | ---------------------------------------------------------------------------------------- |
| 2006 | FUT     | Vienne Futuroscope                                                                          | WT   |            | Manager: Serge Gautreau Dir. sportivi: Damien Pommereau, Raymond Besson, Cyril Lebordais |
| 2007 | FUT     | Vienne Futuroscope                                                                          | WT   |            | Manager: Serge Gautreau Dir. sportivi: Damien Pommereau                                  |
| 2008 | FUT     | Vienne Futuroscope                                                                          | WT   |            | Manager: Serge Gautreau Dir. sportivi: Damien Pommereau, Jean-Christophe Barbotin        |
| 2009 | FUT     | Vienne Futuroscope                                                                          | WT   |            | Manager: Serge Gautreau Dir. sportivi: Damien Pommereau, Jean-Christophe Barbotin        |
| 2010 | FUT     | Vienne Futuroscope                                                                          | WT   |            | Manager: Serge Gautreau Dir. sportivi: Damien Pommereau                                  |
| 2011 | FUT     | Vienne Futuroscope                                                                          | WT   |            | Manager: Serge Gautreau Dir. sportivi: Damien Pommereau                                  |
| 2012 | FUT     | Vienne Futuroscope                                                                          | WT   |            | Manager: Serge Gautreau Dir. sportivi: Paul Brousse, Jean-Christophe Barbotin            |
| 2013 | FUT     | Vienne Futuroscope                                                                          | WT   | BH         | Manager: Serge Gautreau Dir. sportivi: Paul Brousse, Jean-Christophe Barbotin            |
| 2014 | FUT     | Poitou-Charentes.Futuroscope.86                                                             | WT   | BH         | Manager: Serge Gautreau Dir. sportivi: Paul Brousse                                      |
| 2015 | FUT     | Poitou-Charentes.Futuroscope.86                                                             | WT   | BH         | Manager: Serge Gautreau Dir. sportivi: Paul Brousse, Jean-Christophe Barbotin            |
| 2016 | FUT     | Poitou-Charentes.Futuroscope.86                                                             | WT   | BH         | Manager: Serge Gautreau Dir. sportivi: Nicolas Marche                                    |
| 2017 | FDJ     | FDJ Nouvelle-Aquitaine Futuroscope                                                          | WT   | Lapierre   | Manager: Stephen Delcourt Dir. sportivi: Nicolas Marche                                  |
| 2018 | FDJ     | FDJ Nouvelle-Aquitaine Futuroscope                                                          | WT   | Lapierre   | Manager: Stephen Delcourt Dir. sportivi: Cédric Barre, Nicolas Maire                     |
| 2019 | FDJ     | FDJ Nouvelle-Aquitaine Futuroscope                                                          | WT   | Lapierre   | Manager: Stephen Delcourt Dir. sportivi: Cédric Barre, Nicolas Maire, Flavien Soenen     |
| 2020 | FDJ     | FDJ Nouvelle-Aquitaine Futuroscope                                                          | WTW  | Lapierre   | Manager: Stephen Delcourt Dir. sportivi: Cédric Barre, Nicolas Maire                     |
| 2021 | FDJ     | FDJ Nouvelle-Aquitaine Futuroscope                                                          | WTW  | Lapierre   | Manager: Stephen Delcourt Dir. sportivi: Cédric Barre, Nicolas Maire                     |
| 2022 | FDJ FSF | FDJ Nouvelle-Aquitaine Futuroscope (fino al 14 luglio) FDJ Suez Futuroscope (dal 15 luglio) | WTW  | Lapierre   | Manager: Stephen Delcourt Dir. sportivi: Cédric Barre, Nicolas Maire, Flavien Soenen     |
| 2023 | FST     | FDJ-Suez                                                                                    | WTW  | Lapierre   | Manager: Stephen Delcourt Dir. sportivi: Cédric Barre, Nicolas Maire, Flavien Soenen     |

### Classifiche UCI
Aggiornato al 31 dicembre 2022.
| Anno | Classifica | Pos. | Migliore cl. individuale    |
| ---- | ---------- | ---- | --------------------------- |
| 2016 | World Cal. | 14º  | Roxane Fournier (26ª)       |
| 2016 | World Tour | 13º  | Roxane Fournier (20ª)       |
| 2017 | World Cal. | 11º  | Shara Gillow (25ª)          |
| 2017 | World Tour | 10º  | Shara Gillow (19ª)          |
| 2018 | World Cal. | 18º  | Roxane Fournier (54ª)       |
| 2018 | World Tour | 15º  | Shara Gillow (59ª)          |
| 2019 | World Cal. | 21º  | Stine Borgli (43ª)          |
| 2019 | World Tour | 16º  | Emilia Fahlin (40ª)         |
| 2020 | World Cal. | 10º  | Cecilie Uttrup Ludwig (9ª)  |
| 2020 | World Tour | 9º   | Cecilie Uttrup Ludwig (10ª) |
| 2021 | World Cal. | 8º   | Cecilie Uttrup Ludwig (9ª)  |
| 2021 | World Tour | 4º   | Cecilie Uttrup Ludwig (5ª)  |
| 2022 | World Cal. | 4º   | Cecilie Uttrup Ludwig (9ª)  |
| 2022 | World Tour | 4º   | Marta Cavalli (7ª)          |

## Palmarès
Aggiornato al 31 gennaio 2023.

### Grandi Giri
- Giro d'Italia

Partecipazioni: 7 (2016, 2017, 2018, 2019, 2020, 2021, 2022)
Vittorie di tappa: 1
2020: 1 (Évita Muzic)
Vittorie finali: 0
Altre classifiche: 2
2022: Italiane (Marta Cavalli), Squadre
- Tour de France

Partecipazioni: 1 (2022)
Vittorie di tappa: 1
2022: 1 (Cecilie Uttrup Ludwig)
Vittorie finali: 0
Altre classifiche: 0

### Campionati nazionali
- Campionati australiani: 2

Cronometro: 2022, 2023 (Grace Brown)
- Campionati danesi: 1

In linea: 2022 (Cecilie Uttrup Ludwig)
- Campionati francesi: 3

In linea: 2017 (Charlotte Bravard); 2019 (Jade Wiel); 2021 (Évita Muzic)
- Campionati giapponesi: 2

In linea: 2017 (Eri Yonamine)
Cronometro: 2017 (Eri Yonamine)

## Organico 2023
Aggiornato al 18 giugno 2023.

### Staff tecnico
|  | Naz.                   | Ruolo | Sportivo         |  |  |  |
|  | ---------------------- | ----- | ---------------- |  |  |  |
|  | Francia (bandiera)     | GM    | Stephen Delcourt |  |  |  |
|  | Paesi Bassi (bandiera) | DS    | Cédric Barre     |  |  |  |
|  | Paesi Bassi (bandiera) | DS    | Nicolas Maire    |  |  |  |
|  | Paesi Bassi (bandiera) | DS    | Flavien Soenen   |  |  |  |

### Rosa
|  | Naz.                   |  | Sportivo              | Anno |  |  |
|  | ---------------------- |  | --------------------- | ---- |  |  |
|  | Paesi Bassi (bandiera) |  | Loes Adegeest         | 1996 |  |  |
|  | Norvegia (bandiera)    |  | Stine Borgli          | 1990 |  |  |
|  | Australia (bandiera)   |  | Grace Brown           | 1992 |  |  |
|  | Italia (bandiera)      |  | Marta Cavalli         | 1998 |  |  |
|  | Francia (bandiera)     |  | Clara Copponi         | 1999 |  |  |
|  | Francia (bandiera)     |  | Eugénie Duval         | 1993 |  |  |
|  | Svezia (bandiera)      |  | Emilia Fahlin         | 1988 |  |  |
|  | Francia (bandiera)     |  | Maëlle Grossetête     | 1998 |  |  |
|  | Italia (bandiera)      |  | Vittoria Guazzini     | 2000 |  |  |
|  | Francia (bandiera)     |  | Victorie Guilman      | 1996 |  |  |
|  | Francia (bandiera)     |  | Marie Le Net          | 2000 |  |  |
|  | Danimarca (bandiera)   |  | Cecilie Uttrup Ludwig | 1995 |  |  |
|  | Francia (bandiera)     |  | Évita Muzic           | 1999 |  |  |
|  | Francia (bandiera)     |  | Gladys Verhulst       | 1997 |  |  |
|  | Francia (bandiera)     |  | Jade Wiel             | 2000 |  |  |